# Station Wien Quartier Belvedere
Wien Quartier Belvedere is een station aan de Stammstrecke in de Oostenrijkse hoofdstad Wenen. Het station werd in 1962 geopend als het ondergrondse deel van het Südbahnhof dat in 2010 werd gesloopt. Op het terrein van het Südbahnhof, aan de zuidkant van de Gürtel, verrees de nieuwe wijk Quartier Belvedere, die genoemd is naar Slot Belvedere aan de noordkant van de Gürtel.